# Деспотович, Момчило
Момчило Деспотович (серб. Момчило Деспотовић / Momčilo Despotović; род. 3 марта 1948) — югославский и сербский шахматист, международный мастер (1978) и международный мастер ИКЧФ (1982).
В составе сборных Югославии:
- участник матча СССР — Югославия (1966)[4];
- участник командного первенства мира среди студентов (1969; командная серебряная медаль)[5][6].

Участник 20 розыгрышей командного чемпионата Югославии (1964—1991 с перерывами), выступал в нём за белградские «Партизан» и «Црвену звезду», за команду «Гоша» из Смедеревской-Паланки. Четырёхкратный победитель этого соревнования. В составе «Гоши» участник 8-го Кубка европейских клубов (1991/92).
Участник индивидуальных чемпионатов Югославии 1968, 1970, 1973 гг. В международном турнире «Мемориал Живадина Вуловича» (Смедеревска-Паланка, 1978) — 3—4-е место.
В составе сборной Югославии по заочным шахматам — участник 9-го командного чемпионата мира (олимпиады) (1982—1987).
Юрист, адвокат. Председатель наблюдательного совета белградского шахматного клуба «Рад».